# Игнатович, Виктор Викентьевич
Виктор Викентьевич Игнатович (1897—1943) — участник Гражданской и советско-польской войн, кавалер трёх орденов Красного Знамени (1922, 1923, 1923).

## Биография
Виктор Игнатович родился в 1897 году. Сведений о жизни до Октябрьской революции не имеется. В годы Гражданской войны Игнатович служил в 1-м автобоевом отряде имени Свердлова, первоначально был шофёром, затем стал помощником командира дивизиона, помощником командира отряда по строевой части, начальником бронемашины. Неоднократно отличался в боях.
Особо отличился во время ликвидации антисоветских банд в Уральской губернии (ныне — территория Казахстана) под городом Джамбейтинск (ныне — аул Жымпиты Сырымского района Западно-Казахстанской области). Приказом Революционного Военного Совета Республики № 127 от 18 мая 1922 года помощник командира дивизиона В. Игнатович был награждён первым орденом Красного Знамени РСФСР.
В 1921 году Игнатович в составе своего отряда участвовал в подавлении крестьянского восстания на Тамбовщине под руководством А. Антонова и разгроме банды Богуславского, особо отличившись в боях у деревень Елань и Бакуры. Приказом Революционного Военного Совета Республики № 68 от 7 мая 1923 года заместитель командира отряда по строевой части В. Игнатович вторично был награждён орденом Красного Знамени РСФСР.
Также Игнатович в составе своего отряда неоднократно отличался в боях с армией генерала П. Врангеля и в ходе советско-польской войны, особо отличившись во время боёв у Новофастова 30 мая 1920 года и у местечка Червонное 20 июня 1920 года. Приказом Революционного Военного Совета Республики № 160 от 16 октября 1923 года начальник бронемашины В. Игнатович был в третий раз награждён орденом Красного Знамени РСФСР.
После окончания гражданской войны Игнатович находился на различных партийных и хозяйственных должностях. Позднее — персональный пенсионер союзного значения. Скончался в 1943 году.